# Шевченко, Пётр Григорьевич
Пётр Григорьевич Шевченко (14 апреля 1921 — 16 октября 1944) — командир звена 566-го штурмового авиационного Солнечногорского полка (277-я штурмовая Красносельская Краснознамённая авиационная дивизия, 13-я воздушная армия, Ленинградский фронт), лейтенант. Герой Советского Союза.

## Биография
Родился 14 апреля 1921 года в селе Смоляниново ныне Новоайдарского района Луганской области Украина. 
Призван в армию в апреле 1941 года. Окончил школу пилотов. Во время Великой Отечественной войны в действующей армии с июля 1943 года.
К 17 июня 1944 года П. Г. Шевченко произвёл 100 боевых вылетов, провёл 18 воздушных боёв с истребителями противника, атаки которых успешно отбивал и приводил группу на свой аэродром без потерь. Им лично уничтожено и повреждено: танков — 9, автомашин — 33, бронемашин — 2, мотоциклов — 7, тракторов — 1, паровозов — 2, железнодорожных платформ с грузом — 3, повозок с грузом — 31, цистерн с горючим — 3, миномётов — 4, полевых артиллерийских орудий — 9, радиостанций — 1, самолётов на аэродроме — 2, сбито в бою — 1, рассеяно и уничтожено до роты солдат и офицеров противника.
Указом Президиума Верховного Совета СССР от 23 февраля 1945 года за мужество и героизм, проявленные в нанесении штурмовых ударов по противнику, лейтенанту Шевченко Петру Григорьевичу присвоено звание Героя Советского Союза посмертно.